# 王叔
王叔（おうしゅく）は、春秋時代の諸侯国。国君は姫姓。
始封の君主は周の釐王の子の文公。現在の河南省洛陽市孟津区の南西にあった。歴代の君主は周王室の卿士であった。魯の襄公10年（紀元前563年）、王叔陳生は伯輿と実権を争った。周の霊王は伯輿を支持しており、王叔陳生は晋に出奔し、滅亡した。

## 歴代君主
- 文公
- 桓公
- 王叔陳生（中国語版）